# Mangoky
Mangoky je řeka v jižní části Madagaskaru, dlouhá 564 km.

## Průběh toku
Pramení nedaleko města Fianarantsoa na Centrální vysočině, jejími zdrojnicemi jsou Matsiatra a Mananantanana. Teče k západu přes území regionů Anosy a Atsimo-Andrefana, hlavními přítoky jsou Sikily, Sakanavaka, Malio, Menamaty a Zomandao. Povodí Mangoky má rozlohu 55 750 km². Řeka se vlévá do Mosambického průlivu severně od Morombe a vytváří deltu o rozloze 2000 km² porostlou mangrovy.

## Využití
V povodí řeky se pěstuje rýže a bavlník. Odlesňování břehů vede k rozsáhlé erozi. Na dolních 150 kilometrech je Mangoky splavná.